# Álvaro Gómez Becerra

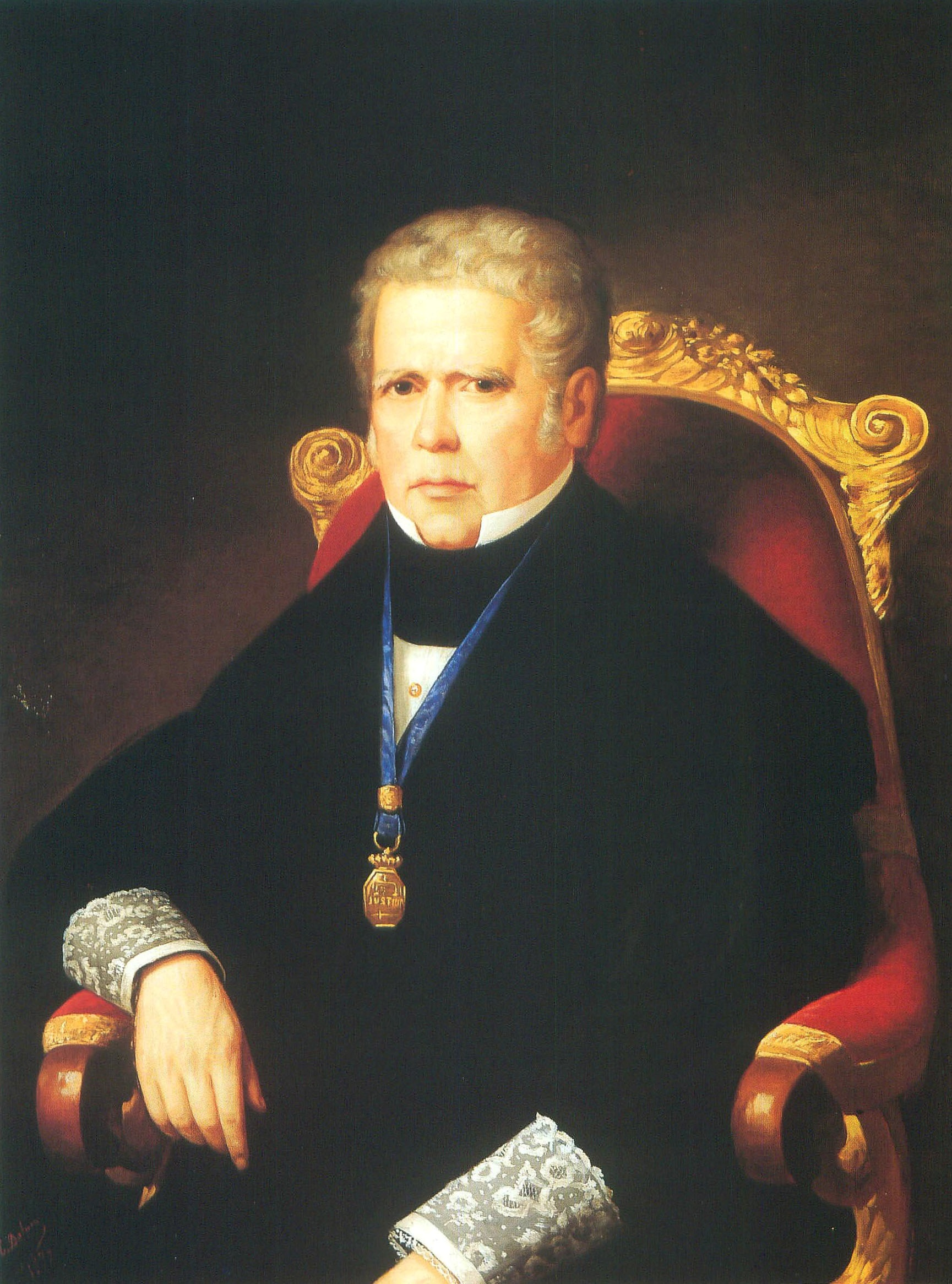
Álvaro Gómez Becerra.

Álvaro Gómez Becerra (Cáceres, 26 december 1771 – Madrid, 23 januari 1855) was een Spaans politicus en eerste minister. 

## Levensloop

### Studies en de Liberale Revolutie van 1820-1823
Gómez Becerra vervolledigde een studie in de rechtswetenschappen en werd vervolgens advocaat.
Tijdens de Liberale Revolutie in januari 1820 uitbrak werd hij politiek actief en werd de opperste politieke chef van Toledo. In 1822 werd hij verkozen tot parlementslid en van juni 1822 tot september 1823 was hij parlementsvoorzitter.

### Heerschappij vanIsabella
Na de kroning van koningin Isabella II in 1833 was hij van 28 september 1835 tot 15 mei 1836 minister van Genadeverzoeken en Justitie in de regering van Juan Álvarez Mendizábal. Op 26 februari 1836 werd hij verkozen tot parlementslid en bleef dit tot in januari 1840. In oktober 1836 werd hij parlementsvoorzitter en vanaf 1839 was hij ook senator.
Van 11 tot 16 september 1940 was Gómez Becerra minister van Justitie en Genadeverzoeken in de regering van Vicente Sancho. Van 3 oktober 1840 tot 20 mei 1841 had hij dezelfde ministerpost in de regeringen van Baldomero Espartero en Joaquín María Ferrer. Gómez Becerra was ook sterk betrokken bij de verkiezing van Baldomero Espartero tot regent in de plaats van de afgezette regentes Maria Christina van Sicilië. Van 1841 tot 1843 was hij Senaatsvoorzitter.
Op 19 mei 1843 werd hij zelf premier van Spanje en combineerde dit het ministerschap van Justitie en Genadeverzoeken. Op 30 juli 1843 moest hij ontslag nemen wegens de Juliopstand waarbij Baldomero Espartero als regent werd afgezet. Vervolgens trok hij zich terug in Cuenca. Op 20 november 1847 werd hij wegens zijn politieke verdiensten benoemd tot senator voor het leven.
- Biblioteca Nacional de España: XX1524253
- International Standard Name Identifier: 0000 0000 4614 6655
- Library of Congress Control Number: no2001046024
- Virtual International Authority File: 31645421
- WorldCat: E39PBJcrbrCXpkgF6TgKwYkCcP